# Berlin Contemporary Jazz Orchestra
Le Berlin Contemporary Jazz Orchestra est un grand ensemble de jazz allemand, fondé et dirigé par Alexander von Schlippenbach. Cet orchestre a joué du jazz symphonique  et de la musique expérimentale pour big band, à la fin des années 1980 et dans les années 1990.

## Le parcours
Il a été fondé en 1988 par Schlippenbach, et a invité des musiciens tels que Misha Mengelberg et Kenny Wheeler. Se produisant assez rarement, il a commandé des œuvres à Carla Bley, Manfred Schoof, et Willem Breuker, entre autres,. Son répertoire est composé et arrangé avec minutie, contrastant avec l'improvissation libre privilégiée à la même époque par d'autres formations de jazz.

## Membres originaux
- Henry Lowther
- Thomas Heberer
- Axel Dörner
- Bruno Leicht
- Felix Wahnschaffe
- Gerd Dudek
- Evan Parker
- Walter Gauchel
- Rudi Mahall
- Dan Gottshall
- Mark Boukouya
- Jörg Huke
- Utz Zimmerman
- Aki Takase
- Alexander von Schlippenbach
- Nobuyuki Ino
- Paul Lovens

## Discographie
- Berlin Contemporary Jazz Orchestra (ECM, 1990)[4]
- The Morlocks and Other Pieces (FMP, 1994)[5]
- Live in Japan '96 (DIW, 1998)[6] with Aki Takase